# 帕柳斯·揚庫納斯
帕柳斯·揚庫納斯（1984年4月29日—），立陶宛籃球運動員。他現在效力於立陶宛球隊考納斯籃球俱樂部。他也是立陶宛國家籃球隊的一員，在場上的位置是前鋒。